# Dalmannia dorsalis
Dalmannia dorsalis är en tvåvingeart som först beskrevs av Fabricius 1794.  Dalmannia dorsalis ingår i släktet Dalmannia och familjen stekelflugor. Enligt den finländska rödlistan är arten nationellt utdöd i Finland. Enligt den svenska rödlistan är arten nationellt utdöd i Sverige. . Arten har tidigare förekommit i Götaland men är numera lokalt utdöd. Artens livsmiljö är torra gräsmarker. Inga underarter finns listade i Catalogue of Life.